# Yadavindra Singh
 (mai 2019).
Si vous disposez d'ouvrages ou d'articles de référence ou si vous connaissez des sites web de qualité traitant du thème abordé ici, merci de compléter l'article en donnant les références utiles à sa vérifiabilité et en les liant à la section « Notes et références ».
Yadvinder Singh Mahendra (né le 7 janvier 1914, mort le 17 juin 1974) est le 9e et dernier maharaja de Patiala, de 1938 à 1971. 